# 1940 à la télévision
| Années de la télévision : 1937 - 1938 - 1939 - 1940 - 1941 - 1942 - 1943    |
| Décennies de la télévision : 1910 - 1920 - 1930 - 1940 - 1950 - 1960 - 1970 |

Cet article présente les faits marquants de l'année 1940 à la télévision.

## Principales naissances
- 25 février : Jean-Marie Cavada, journaliste français.
- 1er mars : Étienne Mougeotte, journaliste français († 7 octobre 2021).
- 10 mars : Chuck Norris, acteur américain.
- 8 mai : Rick Nelson, acteur et chanteur-compositeur américain († 31 décembre 1985).
- 31 mai : Alain Duhamel, journaliste français.
- 1er juin : René Auberjonois, acteur américain († 8 décembre 2019).
- 24 juin : Maurizio Mosca, journaliste et présentateur de télévision italien († 3 avril 2010).
- 3 août : Martin Sheen, acteur américain.
- 21 août : Patrice Laffont, comédien, animateur de télévision et écrivain français († 7 août 2024).
- 12 septembre : Linda Gray, actrice et productrice américaine.
- 30 septembre : Inge Holzer-Siebert, actrice allemande  († 6 mai 1971)..
- 15 novembre : Sam Waterston, acteur et producteur américain.
- 31 décembre : Tim Considine, acteur, scénariste et réalisateur américain  († 3 mars 2022).